# Rabo de Peixe
Rabo de Peixe es una freguesia portuguesa perteneciente al municipio de Ribeira Grande, situado en la Isla de São Miguel, Región Autónoma de Azores. Posee un área de 16,98 km² y una población total de 8.799 habitantes (2021). La densidad poblacional asciende a 436,2 hab/km². Se encuentra a una latitud de 37°41' N y una longitud 25°41' O. La freguesia se encuentra a 29 m s. n. m. Fue elevada a la categoría de villa el 25 de abril de 2004.
Con un área geográfica de 16,98 km², donde se incluye el lugar de Santana, la Villa de Rabo de Peixe limita con el Océano Atlántico al norte, con las freguesias de Calhetas y Pico da Pedra al este, con la Ribeira Seca y Santa Bárbara al oeste, y con Livramento (Ponta Delgada) y Cabouco (Lagoa), al sur.
Vive esencialmente de la pesca y la agricultura, existiendo industrias de construcción civil y de consumo de pescado como principales actividades laborales.

## Historia
Se desconoce exactamente la fecha de fundación de esta localidad, se sabe, en cambio, que en el siglo XV Rabo de Peixe, conjuntamente con Ribeira Grande, se constituyó como una freguesia.
Cabe señalar que el lugar de Santana, una extensa planicie, fue transformado en un campo de aviación militar durante la Segunda Guerra Mundial (1939/45), pasando, en 1946, a la aviación civil con la instalación del primer aeropuerto de la isla de San Miguel.
En 2001 un naufragio vertió media tonelada de cocaína en las costas del pueblo, provocando devastadores efectos sobre la población local que persisten décadas después. Este suceso dio lugar a la serie de Netflix de 2023, Rabo de Peixe.

## Patrimonio
- Iglesia del Buen Señor Jesús: Edificio que fue construido en el siglo XVIII. Se cree que la construcción comenzó alrededor de 1690, pero solo se completó en 1735 como una iglesia de estilo barroco.

- Ermita de Nuestra Señora del Rosario: Construida en el siglo XVI. Esta ermita fue la iglesia principal de la parroquia, antes de que se construyera la iglesia del Senhor Bom Jesus.

- Ermita de San Sebastián: Construido en el siglo XVIII, también es de estilo barroco. En esta ermita hay una imagen de Santo Tomás de Aquino y raros azulejos del siglo XVIII, que representan a San Sebastián en situaciones de tortura.

- Ermita de Nuestra Señora de la Concepción: Construida en el siglo XVII, es un monumento de estilo manierista. Tiene un altar envuelto en ciento doce azulejos blancos y azules del siglo XVIII. Esta ermita está catalogada como patrimonio regional de las Azores.

- Ermita de Santa Ana: Presenta una pequeña estructura, con una fachada de piedra volcánica que flanquea todo su perímetro.

- Ermita de Nuestra Señora del Perpetuo Socorro: Construida en el siglo XX, es la más reciente de todas las demás capillas, habiendo sido construida para peregrinaciones.